# 방대식
방대식(1966년 11월 2일 ~ )은 대한민국의 가수이다.

## 내력
- 현 CM송가수협회 회장
- 현 가수협회, 뮤지션협회 정회원
- 2004년 김포대학 생활음악과 강사
- 2001 ~ 2004년 서울공연예술전문학교 실용음악과 강사
- 2001년 동아방송대학 영상음악과 강사
- 1987 ~ 1989년 그룹 '신입생' 멤버

## 활동

### 앨범
정규 앨범
- 2006년 《현대카드 W Song (Remix By Space Music)》
- 2005년 《현대카드 W Song》
- 1995년 《Lament》

참여 앨범
- 1995년 《돈을 갖고 튀어라 ost》

싱글 앨범
- 2006년 《W-Song 응원가》
- 2011년 《날개를 달고》

### 애니메이션 주제가
- 개구쟁이 삐뽀(애니원, 2003년)
- 드래곤볼(SBS)
- 드래곤볼 Z 2기, 3기(투니버스)
- 드래곤볼 GT(대원씨아이 비디오)
- 마이트 가인(KBS, 2000년)
- 선녀전설 세레스(애니원, 2002년)
- 아장닷컴(KBS, 2001년)
- 이누야샤 1기(애니원, 2002년)
- 쫑아는 사춘기(대교방송, 1998년)
- 채채퐁 김치퐁(KBS, 2002년)
- 탑블레이드V(SBS, 2002년)
- 큐빅스(SBS, 2002년)
- 파워 디지몬(KBS, 2001년)
- 포켓몬스터 1-2기(SBS, 2000년)

### 애니메이션 삽입곡
- 녹색전차 해모수(KBS, 1997년)
- 탱구와 울라숑(KBS, 2001년)
- 파워 디지몬(KBS, 2001년)

### CM송
- 하이마트
- 현대카드 W송
- MBC 라디오

### 기타
- 에일리언 샘 ost(투니버스, 2006년)

## 관련 인물
- 배우자 : 가수 정미영(1969년생)
- 아들 : 가수 방예담(2002년생)
- 사촌 형 : 작곡가 방용석(1959년생)